# Championnat du Belize de football
Le championnat de Belize de football, aussi appelé Premier League of Belize, est le tournoi de football semi-professionnel bélizien le plus important du pays. Il a été créé en 1991 et a été interrompu entre février 2011 et février 2012 puis de mars 2020 à octobre 2021.
Les Belmopan Bandits ont remporté le plus de titre de PLB (9), le Juventus FC détient le record du nombre de victoires consécutives (4).

## Évolution du règlement
Avant l'interruption qui aura durée un an, le championnat était composé de 8 équipes. Les six meilleures équipes à l'issue de la phase régulière étaient qualifiées pour la seconde phase. Les deux premières étaient directement qualifié pour les demi-finales de la compétition alors que les quatre suivants se qualifiés pour les quarts de finale. En cas d'égalité lors de ces matchs des prolongations puis si nécessaire une séance de tirs au but avaient lieu.
Depuis la reprise, le championnat est composé de 12 équipes réparties dans deux groupes de six. Les deux meilleures équipes de chaque groupe à l'issue de la phase régulière sont qualifiées pour les demi-finales. En cas d'égalité lors de ces matchs des prolongations puis si nécessaire une séance de tirs au but ont lieu.

## Qualification pour les tournois internationaux
Depuis 2007 et la dernière édition de la Copa Interclubes UNCAF, les clubs du Belize ne peuvent se qualifier que pour une seule compétition internationale.
Le champion de la saison précédente était qualifié pour la Ligue des champions de la CONCACAF de la saison qui suivait. Cependant lors des éditions 2009-2010, 2010-2011 et 2011-2012, les équipes béliziennes n'ont pas pu participer à la compétition fautes d'avoir sur le sol du pays, un stade jugé convenable par les instances de la CONCACAF,,,.

## Équipes de la saison 2022-2023
| \| Altitude Belmopan Benque Viejo San Pedro Port Layola Progresso Verdes Wagiya SC \| Localisation des équipes. |
| Altitude Belmopan Benque Viejo San Pedro Port Layola Progresso Verdes Wagiya SC                                 |

Ce tableau présente les huit équipes qualifiées pour disputer le tournoi. On y trouve le nom des clubs, leur localisation, le nom des stades dans lesquels ils évoluent et leur capacité.
| Équipe                    | Titres | Ville                   | Stade                        | Capacité |
| Altitude FC (en)          | 1      | Mango Creek             | Stade Michael-Ashcroft (en)  | 2 000    |
| Belmopan Bandits          | 9      | Belmopan                | Stade Isidoro-Beaton         | 2 500    |
| Benque Viejo United       | 0      | Benque Viejo del Carmen | Stade Marshalleck            | 2 000    |
| San Pedro Pirates FC (en) | 1      | San Pedro               | Stade Ambergris              | 1 500    |
| Port Layola FC            | 0      | Belize City             | Stade MCC Grounds            | 2 000    |
| Progresso FC              | 0      | Orange Walk Town        | Orange Walk People's Stadium | 4 500    |
| Verdes FC                 | 7      | San Ignacio             | Stade Norman-Broaster        | 2 000    |
| Wagiya SC                 | 0      | Dangriga                | Stade Carl-Ramos             | 3 500    |

## Palmarès
| Saison                      | Vainqueur | Score              | Finaliste                            | Notes                                               |
| Championnat saisonnier      | |                    |                                      |                                                     |
| 1991-1992 (Détails)         | La Victoria FC (1)                                                                                            | 3-2                | Yabra SC (en)                        |                                                     |
| 1992-1993 (Détails)         | Acros Carib (1)                                                                                               | -                  | -                                    |                                                     |
| 1993-1994 (Détails)         | La Victoria FC (2)                                                                                            | -                  | Juventus FC                          |                                                     |
| 1994-1995 (Détails)         | Acros Crystal (1)                                                                                             | -                  | Juventus FC                          |                                                     |
| 1995-1996 (Détails)         | Juventus FC (1)                                                                                               | -                  | Real Verdes                          |                                                     |
| 1996-1997 (Détails)         | Juventus FC (2)                                                                                               | -                  | -                                    |                                                     |
| 1997-1998 (Détails)         | Juventus FC (3)                                                                                               | -                  | Acros                                |                                                     |
| 1998-1999 (Détails)         | Juventus FC (4)                                                                                               | -                  | La Victoria Dolphins                 |                                                     |
| 1999-2000 (Détails)         | Sagitún (1)                                                                                                   | -                  | Grigamandala                         |                                                     |
| 2000-2001 (Détails)         | Kulture Yabra FC (en) (1)                                                                                     | -                  | Belmopan Bandits                     |                                                     |
| 2001-2002 (Détails)         | Kulture Yabra FC (en) (2)                                                                                     | -                  | Juventus FC                          |                                                     |
| Période à deux championnats | |                    |                                      |                                                     |
| 2002-2003 (Détails)         | (Torneo A) New Site Erei (en) (1) (BPFL Dissident) Sagitún (2)                                                | -                  | Cayo Highlanders FC Belmopan Bandits |                                                     |
| 2003-2004 (Détails)         | (Torneo A) Boca FC (en) (1) (BPFL Dissident 2003) Kulture Yabra FC (en) (3) (BPFL Dissident 2004) Sagitún (3) | -                  | Belmopan Bandits Juventus FC         |                                                     |
| Championnats instables      | |                    |                                      |                                                     |
| 2005 (Détails)              | Juventus FC (5)                                                                                               | 2-0                | Sagitún                              |                                                     |
| 2005-2006 (Détails)         | New Site Erei (en) (2)                                                                                        | 1-1                | Boca FC (en)                         | Tirs au but : 5-4                                   |
| 2006 (Détails)              | New Site Erei (en) (3)                                                                                        | 3-0                | Hankook Verdes                       |                                                     |
| 2006-2007 (Détails)         | FC Belize (1)                                                                                                 | 3-2                | Wagiya (en)                          |                                                     |
| 2007 (Détails)              | FC Belize (2)                                                                                                 | 2-0                | Revolutionary Conquerors             |                                                     |
| 2007-2008 (Détails)         | Hankook Verdes (1)                                                                                            | 2-1                | Defence Force                        |                                                     |
| 2008-2009 (Détails)         | Ilagulei (en) (1)                                                                                             | 2-2                | Nizhee Corozal (en)                  | 0Vainqueur grâce à la règle des buts à l'extérieur0 |
| 2009 (Détails)              | Nizhee Corozal (en) (1)                                                                                       | 4-1                | Hankook Verdes                       |                                                     |
| Championnat semestriel      | |                    |                                      |                                                     |
| Apertura 2009 (Détails)     | Defence Force (1)                                                                                             | 5-1                | FC Belize                            |                                                     |
| Clausura 2010 (Détails)     | Defence Force (2)                                                                                             | 4-1                | Georgetown Ibayani (en)              |                                                     |
| Apertura 2010 (Détails)     | Defence Force (3)                                                                                             | 4-2                | Toledo Ambassadors (en)              |                                                     |
| Clausura 2012 (Détails)     | Placencia Assassins (en) (1)                                                                                  | 3-2                | Police United                        |                                                     |
| Apertura 2012 (Détails)     | Belmopan Bandits (1)                                                                                          | 2-1                | Police United                        |                                                     |
| Clausura 2013 (Détails      | Police United (1)                                                                                             | 2-1                | FC Belize                            |                                                     |
| Apertura 2013 (Détails)     | Belmopan Bandits (2)                                                                                          | 6-2                | FC Belize                            |                                                     |
| Clausura 2014 (Détails)     | Belmopan Bandits (3)                                                                                          | 4-0                | Police United                        |                                                     |
| Apertura 2014 (Détails)     | Belmopan Bandits (4)                                                                                          | 4-0                | Police United                        |                                                     |
| Clausura 2015 (Détails)     | Verdes FC (2)                                                                                                 | 2-1                | Belmopan Bandits                     |                                                     |
| Apertura 2015 (Détails)     | Police United (2)                                                                                             | 1-0                | Verdes FC                            |                                                     |
| Clausura 2016 (Détails)     | Belmopan Bandits (5)                                                                                          | 2-0                | Placencia Assassins (en)             |                                                     |
| Apertura 2016 (Détails)     | Belmopan Bandits (6)                                                                                          | 4-1                | Defence Force                        |                                                     |
| Clausura 2017 (Détails)     | Belmopan Bandits (7)                                                                                          | 1-0                | Verdes FC                            |                                                     |
| Apertura 2017 (Détails)     | Verdes FC (3)                                                                                                 | 2-2                | Belmopan Bandits                     | 0Vainqueur grâce à la règle des buts à l'extérieur0 |
| Clausura 2018 (Détails)     | Belmopan Bandits (8)                                                                                          | 8-4                | Defence Force                        |                                                     |
| Apertura 2018 (Détails)     | Belmopan Bandits (9)                                                                                          | 5-4                | Verdes FC                            |                                                     |
| Clausura 2019 (Détails)     | San Pedro Pirates (en) (1)                                                                                    | 2-1                | Belmopan Bandits                     |                                                     |
| Apertura 2019 (Détails)     | Verdes FC (4)                                                                                                 | 3-1                | Belmopan Bandits                     |                                                     |
| Clausura 2020 (Détails)     | Titre non attribué                                                                                            | Titre non attribué | Titre non attribué                   | Saison annulée en raison de la pandémie de Covid-19 |
| 2020-2021                   | Pas de championnat                                                                                            | Pas de championnat | Pas de championnat                   | Saison annulée en raison de la pandémie de Covid-19 |
| Apertura 2021 (Détails)     | Verdes FC (5)                                                                                                 | Pas de finale      | Altitude FC (en)                     | Pas de phase finale                                 |
| Clausura 2022 (Détails)     | Verdes FC (6)                                                                                                 | Pas de finale      | Altitude FC (en)                     | Pas de phase finale                                 |
| Apertura 2022 (Détails)     | Altitude FC (en) (1)                                                                                          | 2-2                | Verdes FC                            | Tirs au but : 11-10                                 |
| Clausura 2023 (Détails)     | Verdes FC (7)                                                                                                 | 3-1                | San Pedro Pirates (en)               |                                                     |

## Bilans
| Équipe                    | Victoires                                                                                     |
| Belmopan Bandits          | 9 (Aper 2012, Aper. 13, Clau. 14, Aper. 14, Clau. 16, Aper. 16, Clau. 17, Clau. 18, Aper. 18) |
| Verdes FC                 | 7 (2008, Clau. 15, Aper. 17, Aper.19, Aper. 21, Clau. 22, Clau. 23)                           |
| Juventus                  | 5 (1996, 97, 98, 99, 05)                                                                      |
| Sagitún                   | 3 (2000, 03, 04)                                                                              |
| Kulture Yabra FC (en)     | 3 (2001, 02, 03)                                                                              |
| New Site Erei (en)        | 3 (2003, 06, 06)                                                                              |
| Defence Force             | 3 (Aper. 2009, Clau. 10, Aper. 10)                                                            |
| La Victoria FC            | 2 (1992, 94)                                                                                  |
| FC Belize                 | 2 (2007, 07)                                                                                  |
| Police United             | 2 (Clau. 2013, Aper. 15)                                                                      |
| Acros Carib               | 1 (1993)                                                                                      |
| Acros Crystal             | 1 (1995)                                                                                      |
| Boca FC (en)              | 1 (2004)                                                                                      |
| Ilagulei (en)             | 1 (2009)                                                                                      |
| Nizhee Corozal (en)       | 1 (2009)                                                                                      |
| Placencia Assassins (en)  | 1 (Clau. 2012)                                                                                |
| San Pedro Pirates FC (en) | 1 (Clau. 2019)                                                                                |
| Altitude FC (en)          | 1 (Aper. 2022)                                                                                |

| Villes                  | Victoires |
| Belmopan                | 12        |
| San Ignacio             | 9         |
| Belize City             | 7         |
| Orange Walk Town        | 5         |
| Independence            | 5         |
| Dangriga                | 4         |
| Corozal Town            | 3         |
| San Pedro               | 2         |
| Benque Viejo del Carmen | 1         |
| Placencia               | 1         |